# Горгонопиды
Горгонопиды (лат. Gorgonopidae) — семейство горгонопсов. Обнаружены в Южной Африке, Малави и России. Общая черта семейства, роднящая их с остальными семействами (Inostranceviidae, Rubidgeidae и т. д.) — массивные челюсти с длинными саблевидными клыками, на которые переносилась вся тяжесть во время укуса, а также относительно длинные конечности.

## Роды
- Элурогнат (Aelurognathus) — среднего размера горгонопс из ЮАР. Arctops ferox возможно является одним из видов этого рода.
- Элурозавр (Aelurosaurus Owen, 1881) — верхняя пермь ЮАР.
- Алопозавр (Aloposaurus gracilis Broom, 1910) — мелкий горгонопс. Отнесён Брумом к тероцефалом, позже Роберт Кэрролл доказал, что в действительности алопозавр является горгонопсом.
- Арктогнат (Arctognathus) — горгонопс среднего размера, поздняя пермь Южной Африки. Описан Оуэном. Известны образцы горгонопий из Танзании, ранее считавшиеся принадлежащими арктогнату (теперь отнесены к Njalila).
- Арктопс (Arctops) — горгонопс среднего размера, поздняя пермь Южной Африки. Характеризуется чрезвычайно развитыми сабельными верхними клыками (в особенности у A. ferox).
- Брумизавр (Broomisaurus Broom. 1913) — некрупный горгонопс. Два вида.
- Цефаликустриод (Cephalicustriodus. =Ruhuhucerberus) — всего один вид. Согласно работе Е. Гебауэр, этот таксон входит в состав рода Sycosaurus (S. terror Maisch 2002 (=Cephalicustriodus kingoriensis Parrington 1974)).
- Цердорин (Cerdorhinus)
- Клеландина (Clelandina) — позднепермская разновидность из Южной Африки. Три вида: типовой — C. rubidgei, второй — C. sheepersi (самый мелкий), и третий, самый крупный (череп 34 см длиной), — C. laticeps.
- Эоарктопс (Eoarctops vanderbyli Haughton. 1929) — мелкий ранний горгонопс.
- Леонтоцефал (Leontocephalus Broom. 1940) — горгонопс среднего размера. Четыре вида. Отличается способностью раскрывать пасть на 90 градусов.
- Лиценопс (Lycaenops) — один из наиболее известных горгонопсов, поздняя пермь Южной Африки, Танзании и Малави. Длина доходила до 160—170 см.
- Парагалерин (Paragalerhinus) — монотипический род. Один вид — P. rubidgei.
- Сцилакогнат (Scylacognathus) — пермь Африки. Согласно ревизии Е. Гебауэр , в состав рода входит арктопс. Дело в том, что молодые арктопсы были описаны, как сцилакогнаты.
- Вяткогоргон (Viatkogorgon ivachenkoi) — мелкий горгонопс из отложений на берегу реки Вятки. Вероятно, в его меню входили суминии, современные вяткогоргону аномодонты.
- Sycosaurus (Sycosaurus Haughton. 1924) — среднего размера горгонопс.
- Православлевия (Pravoslavevia parva Vjushkov) — мелкий горгонопс из Архангельской области (северодвинская фауна). Сначала была описана как мелкий вид иностранцевии.
- Сцилакопс (Scylacops)
- Завроктон (Sauroctonus) — мелкий горгонопс из поздней перми Приуралья и Танзании. Африканский вид больше российского.
- Gorgonops (Gorgonops) — среднего размера горгонопс. 6 видов.

## Признаки
Характеристики горгонопсидов:
- Большое количество заклыковых зубов.
- Средний и небольшой размер (обычно 2—3 м в длину).
- самые длинные челюсти в сравнении с телом.